# (144716) Scotttucker
(144716) Scotttucker est un astéroïde de la ceinture principale.

## Description
(144716) Scotttucker est un astéroïde de la ceinture principale. Il fut découvert le 13 avril 2004 à l'observatoire Goodricke-Pigott par Vishnu Reddy. Il présente une orbite caractérisée par un demi-grand axe de 2,97 UA, une excentricité de 0,04 et une inclinaison de 11,9° par rapport à l'écliptique.